# Camilo Romero
Camilo Romero (Guadalajara, 30 de março de 1970) é um ex-futebolista mexicano que atuava como defensor.

## Carreira
Camilo Romero integrou a Seleção Mexicana de Futebol na Copa América de 1997.